# Dysmachus tricuspis
Dysmachus tricuspis är en tvåvingeart som först beskrevs av Friedrich Hermann Loew 1848.  Dysmachus tricuspis ingår i släktet Dysmachus och familjen rovflugor. Inga underarter finns listade i Catalogue of Life.